# Swaziland op de Olympische Zomerspelen 2020
Eswatini (Swaziland) nam deel aan de Olympische Zomerspelen 2020 in Tokio, Japan. Er werden op deze spelen van 23 juli tot en met 8 augustus 2021 geen medailles behaald door deelnemers uit Eswatini (Swaziland).

## Deelnemers
Hieronder de lijst met deelnemers per sport.
| Sport    | Mannen | Vrouwen | Totaal |
| -------- | ------ | ------- | ------ |
| Atletiek | 1      | 0       | 1      |
| Boksen   | 1      | 0       | 1      |
| Zwemmen  | 1      | 1       | 2      |
| Total    | 3      | 1       | 4      |

## Sporten

### Atletiek
Mannen
Loopnummers
| atlete             | onderdeel | series | series | halve finale | halve finale | finale         | finale         |
| atlete             | onderdeel | tijd   | rang   | tijd         | rang         | tijd           | rang           |
| ------------------ | --------- | ------ | ------ | ------------ | ------------ | -------------- | -------------- |
| Sibusiso Matsenjwa | 200 m     | 20,34  | 2 Q    | 20,22        | 5            | niet geplaatst | niet geplaatst |

### Boksen
Mannen
| atleet          | onderdeel     | eerste ronde         | tweede ronde         | kwartfinale          | halve finale         | finale               | rang           |
| atleet          | onderdeel     | tegenstander uitslag | tegenstander uitslag | tegenstander uitslag | tegenstander uitslag | tegenstander uitslag | rang           |
| --------------- | ------------- | -------------------- | -------------------- | -------------------- | -------------------- | -------------------- | -------------- |
| Thabiso Diamini | weltergewicht | Albert Mengue V RSC  | niet geplaatst       | niet geplaatst       | niet geplaatst       | niet geplaatst       | niet geplaatst |

RSC:referee stopped contest (partij gestopt door ingrijpen scheidsrechter)

### Zwemmen
Mannen
| atleet          | onderdeel       | series | series | halve finale   | halve finale   | finale         | finale         |
| atleet          | onderdeel       | tijd   | rang   | tijd           | rang           | tijd           | rang           |
| --------------- | --------------- | ------ | ------ | -------------- | -------------- | -------------- | -------------- |
| Simanga Diamini | 50 m vrije slag | 26,94  | 63     | niet geplaatst | niet geplaatst | niet geplaatst | niet geplaatst |

Vrouwen
| atlete      | onderdeel       | series | series | halve finale   | halve finale   | finale         | finale         |
| atlete      | onderdeel       | tijd   | rang   | tijd           | rang           | tijd           | rang           |
| ----------- | --------------- | ------ | ------ | -------------- | -------------- | -------------- | -------------- |
| Robin Young | 50 m vrije slag | 30,41  | 70     | niet geplaatst | niet geplaatst | niet geplaatst | niet geplaatst |